# يحيى حوى
يحيى حوى (ولد 15 مارس 1976م، حماة بسوريا)، منشد وقارئ قرآن سوري.

## المولد والنشأة
ولد بمدينة حماة - سوريا سنة 1976م، واستشهد والده (محمود حوى) عندما كان يحيى في الخامسة من عمره، والدته (شيماء عثمان) من مدينة بانياس، لديه (4) أشقاء و (6) شقيقات، تزوج (لبابة آل عبيد) عام 1999م.
بدأ مسيرة الفن في مراحل مبكرة من حياته مع الشاعر الراحل سليم عبد القادر، و بعد بدايته الفنية قرر الدراسة وحفظ القرآن الكريم.
تربى يحيى حوى ودرس في مكة المكرمة حتى أكمل تعليمه الثانوي، وأتم حفظ القرآن الكريم فيها على يد الشيخ (فريج الحربي)، كما تتلمذ في علم التجويد على يد مجموعة من المشايخ منهم: الشيخ محمد نبهان المصري، د.محمد محمود حوى، د.أحمد القضاة، الشيخ أبو سلمان العبيسي، د محمد سعيد حوى، الشيخ خالد الترك منه حصل على إجازة بالسند المتصل إلى رسول الله  صلى الله عليه وسلم

## التعليم الأكاديمي
بدأ مشواره الجامعي في الأردن، فقد حصل على درجة البكالوريوس في تخصص (الشريعة - الفقه وأصوله) من جامعة الزرقاء الأهلية عام 2003م، تبعها الحصول على درجة الماجستير في الإرشاد النفسي والتربوي (علم النفس) من جامعة عمان العربية عام 2008م.

## المسيرة الفنية
بدأ يحيى حوى مشواره الفني كهواية في الصف الثاني الابتدائي، ثم بدأ مسيرته الاحترافيه بإطلاق أول ألبوم بعنوان «جئناك» عام 1996م، بدأ مشوار الاحتراف  الفني على يد الشاعر السوري سليم عبد القادر (رحمه الله)الذي شجعه على خوض غمار النشيد بقوة لإعجابه بموهبته، ليتقابل بعدها مع الموسيقار اللبناني (خالد جنون) ليضيف إليه مزيداً من الخبرة الفنيّة، ثم درس على يد الموسيقار الأردني (أيمن تيسير) مبادئ الغناء الشرقي، وكذلك الاستاذ الفنان أحمد رامي - الأردن. وتلا ذلك مع الدكتورة (أميرة الناصر) في القاهرة. 
كانت الانطلاقة الحقيقية لحوى عام 2006  مع أنشودته الأشهر «حياتي كلها لله»، والتي أذيعت على العديد من القنوات الفضائية، وتم ترجمتها للعديد من اللغات منها اللغة الإنجليزية والأسبانية والمالاوية (الماليزية) والتركية والكردية حيث حققت له شهرة وانتشاراً كبيرين في انحاء العالم.

## مسمّيات فنيّة
لقّب الفنان يحيى حوى في مدار مسيرته الفنيّة بعدّة ألقاب:
• «المتفائل»: أطلقه عليه الشاعر سليم عبد القادر كاتب كلمات ألبوم «متفائل» 
• «منشد الجامعة»: لقّب به بعد أن أخذ على عاتقه إحياء غالبية حفلات وأنشطة جامعة الزرقاء الأهلية فترة دراسته بها.
• «سفير الإنسانيّة»: وذلك بسبب تعيينه سفيرا للانسانيه من قبل عدة موسسات خيرية عالميه.

## يحيى حوى مع القرآن الكريم والإمامة
يؤم يحيى حوى في صلاة التراويح منذ عام 1992 في عدة مساجد في مكة المكرمة ومدينة جدة وعدة مدن أخرى  في أمريكا واستراليا وفي مجموعة مساجد أخرى في العالم أهمها مسجد الكالوتي في الأردن، ومسجد LMC (مركز شرق لندن) في بريطانيا، مسجد الامام النووي - عمان الأردن ومسجد الروضة مونتريال كندا، ومسجد الروضة  صيدا - لبنان، مسجد السيده عائشه في عمان - الأردن مسجد الأناضول - ميسساغا- كندا
قدّم حوى عدّة إنتاجات قرآنيّة:
- أولاً: ختمة القرآن الكريم كاملاً مع دعاء ختم القرآن (أوديو).
- ثانياً: أذكار الصباح والمساء (أوديو، فيديو).
- ثالثاً: الرقية الشرعية (أوديو).
- قراءات واصدارات قرآنيه متفرقه.

## أعمال فنية
للفنان يحيى حوى (8) ألبومات، ومشاركة في ألبومين، و (24) فيديو كليب وفيديو، (35) أنشودة فردية، كما شارك في (6) أوبريت، وهي كالتالي:

### الألبومات
| الألبوم    | إنتاج                                                     | الأناشيد |
| ---------- | --------------------------------------------------------- | --- |
| جئناك      | سنا للإنتاج الفني والتوزيع                                | الفجر الباسم، بحب الله، باسمك اللهم، جئناك، حياتي لله، ستنصرون، قد قالت كلمتها، لا تسلني |
| قلوب الناس | سنا للإنتاج الفني والتوزيع                                | أمسكت نفسي، إليك أعود، اخترت طريق الله، اعرف بحب الله، البحر سبح، قلوب الناس، لا تقل فات الأوان، مؤمن بالله |
| كن معي     | سنا للإنتاج الفني والتوزيع                                | أحببت نورك، أي صوت، التوبة، جئنا الدنيا، سبحانك ربي، كن معي، نقول لكم، هام قلبي، وعد |
| متفائل     | سنا للإنتاج الفني والتوزيع                                | أي سر، اشهدي يا سماء، التائبون، الجنة، الشيشان، بالعزم والثبات، متفائل، متى يتصالح |
| قلبي شدا   | نجوم الحياة للإنتاج الفني والتوزيع، 2005م                 | أنتم على الحق، المرأة، صلني، غريب، قلب أمي، قلبي شدا، لا تبك، لقاء |
| أنت بقلبي  | حياة للانتاج والتوزيع، 2008م                              | نحبك، درة العشاق، فداك القلوب، ماذا جرى، حياتي لله، يتيم، الله الله، أنت بقلبي |
| بدنا حريّة  | فن كلاس للإنتاج الإعلامي، 2011م                           | ثورات الزهور، بدنا حرية، شد حزامك، إذا الشعب، دولا مين، هذه الأرض، يمانية، شو بنحبك يا بلادي، طالع عالموت يا أمي، الله سورية حرية وبس، خاين ياللي بيقتل شعبه، ارفع الرأس، أطفالك يا شام رجال، تغربنا، سوريا مجد وحضارة، لن أركع، ياسمين الشام، يلا ارحل |
| ثورة الشام | فن كلاس للإنتاج الإعلامي، 2012م                           | يا الله ما إلنا غيرك، حمص العدية، لأجلك يا شام، إنه الشام، جايينك عالجمهوري، موال حماة، غنت حماة، الجيش الحر، ارفع الرأس، راجع |
| أنوار أحمد | مؤسسة الصوت الجديد، 2010م                                 | مشاركة |
| لحن القدس  | الحملة الأهلية لاحتفالية القدس عاصمة الثقافة العربية2009م | مشاركة |

### الفيديو كليب
| فيديو كليب    | كلمات            | ألحان             | إخراج              | إنتاج                                                                         |
| ------------- | ---------------- | ----------------- | ------------------ | ----------------------------------------------------------------------------- |
| قلبي شدا      | سليم عبد القادر  | راجي النور        | عمار الطرزي        | نجوم الحياة للإنتاج الفني.                                                    |
| حياتي لله     | سليم عبد القادر  | يحيى حوى          | عبد الرحمن عادل    | مؤسسة حياة للإنتاج الفني.                                                     |
| أنوار أحمد    | نبيلة الخطيب     | عبد الفتاح عوينات | أشرف يوسف          | يحيى حوى.                                                                     |
| كن جميلا      | صلاح جلال        | حامد موسى         | تامر حربي          | النور للإنتاج الإعلامي والتوزيع.                                              |
| يا ذا الجلال  | عـجـلان ثــابــت | حامد موسى         | حُسَـام الشّاذْلِـي     | قناة فور شباب الفضائية.                                                       |
| عروس الشام    | د. معتصم الحريري | يحيى حوّى          | حُسَـام الشّاذْلِـي     | قناة فور شباب الفضائية والحملة الأهلية لاحتفالية القدس عاصمة الثقافة العربية. |
| آيات ربي      | صلاح جلال        | إبراهيم الدردساوي | عَمْـرو سَلاَمَـة       | فن كلاس للإنتاج الإعلامي.                                                     |
| اشتقنالك      | صلاح جلال        | آدم علي           | محمد بايزيد        | فن كلاس للإنتاج الإعلامي.                                                     |
| رحلة العمر    | سليم عبدالقادر   | يحيى حوّى          | سائد بشير هواري    | قناة اقرأ الفضائية.                                                           |
| غزة النصر     | صلاح جلال        | محمد الشاقلدي     | ربيع سعادات        | قناة طيور الجنة الفضائية                                                      |
| القدس تجمعنا  | صلاح جلال        | طارق فؤاد         | أحْمَـد عَبْـد البَاسِـط | الحملة الأهلية لاحتفالية القدس عاصمة الثقافة العربية (أوبريت مشترك)           |
| ياسمين الشام  | ميادة الحاج      | يحيى حوى          | عمر نبيل           |                                                                               |
| أطفالك يا شام | بيان حوى         |                   | سامر عيسى          | فن كلاس للإنتاج الإعلامي.                                                     |

### أوبريت
- أوبريت «القدس تجمعنا»: الحملة الأهلية لإحتفالية القدس عاصمة الثقافة العربية 2009م، إنتاج شركة النور للإنتاج الفني والتوزيع، كلمات: صلاح جلال وألحان: الفنان طارق فؤاد.

- أوبريت «حياة للعالم»: مهرجـان حياة FM الرابع «صِيفَـك نَشِيـد» 2010م، كلمات: الأستاذ صلاح جلال وألحان وتوزيع: الأستاذ أحمد رامي.

- أوبريت «يا أمة اقرأ»: مهرجان «يا أمة اقرأ»، إنتاج جمعية المحافظة على القرآن الكريم- فرع عمّان النسائي 2011م كلمات: صلاح جلال وألحان: الفنان أحمد الكردي.

- أوبريت «لن تسقط القلاع»: أسبوع الأقصى الخامس «فلنشعل قناديل صمودها» / الكويت كلمات وألحان محمّد غنيم، توزيع وهندسة صوتية م.عاصم البنّي، 2008م.

- أوبريت «الزواج»: حفل زواج جده الجماعي الثالث عشر، 1432ه /2011م.

- أوبريت«لـن يـدوم الظلـم»: قُدّم للمنشد محمد أبو راتب فترة اعتقاله كلمات: عبد الرحمن المزيد، ألحان: بلال الكبيسي، هندسة صوت وتوزيع ومكساج: أيمن الحلاق، إنتاج: شبكة إنشادكمـ العالمية 2010م.

## المهرجانات والحفلات الفنية
أحيا الفنان يحيى حوى مئات المهرجانات والفعاليات في دول العالم، وزار ما يُقارب 40  دولة  وأكثر من 150  مدينة وأبرز هذه المهرجانات والحفلات :
- مهرجان IRS  كندا 2019
- مهرجان Muslim fest 2017، 2018 ، 2019  -  كندا
- مهرجان مليونية التحرير، مصر 2011 م.
- مهرجان الاسكندريه 2011
- مهرجان JPU ، لندن 2006، 2007، 2008، 2009 م.
- مهرجان بورجيه، باريس 2011م.
- مهرجان شيكاغو MAS ، 2013، 2014، 2015 ، 2011، 2012 م.
- مهرجان حياة FM  الأول والثاني والثالث، الأردن  2006، 2007، 2010 م.
- مهرجان جامعة أم القرى، السعودية
- مهرجان ليالي فبراير، الكويت 2009، 2010م .
- مهرجان FML  مونتريال كندا  2019
- مهرجان أصوات من نور ، هيئة الأعمال الخيرية  إستراليا 2007، 2012 م
- مهرجان صور عُمان، سلطنة عُمان 2011م.
- مهرجان الرباط ، المغرب 2002م.
- مهرجان الجزائر 2002، 2003، 2004، 2007، 2008 م.
- مهرجان السودان 2009م.
- مهرجان ليالي طرابلس الثالث ، لبنان ، 2011م.
- حفل يوم فلسطين الثامن /  بريطانيا.
- حفل سراجاً منيراً دار الأوبرا / مصر 2012 م.
- حفل Sound Of Light ، بريطانيا 2012 .

- أكثر من مئة حفله  لدعم الشعب  السوري في : (أمريكا، تركيا، السعودية، لبنان، الأردن، مصر، ماليزيا، أستراليا، بريطانيا، فرنسا، بلجيكا، ألمانيا، الجزائر، المغرب، كندا).

## حملات توعوية
شارك الفنان يحيى حوى بحملات شبابية توعوية:
- حملة «حماية» لمكافحة المخدرات: ساهم حوى بأغنية خاصة للحملة التي أطلقها الداعية د.عمرو خالد بهدف توعية الشباب في جميع أنحاء العالم العربي لمبدأ العلاج ضد إدمان المخدرات.
- حملة «أنت قدها» توعوية بأضرار التدخين والنرجيلة: شارك حوى بإحياء حفلات في الحملة التي نظمتها جمعية مجددون التنموية الخيرية في مختلف الجامعات الأردنيّة بهدف حماية الشباب، وتفعيل دورهم في خدمة المجتمع.

زار الفنان يحيى حوى سوريا مرتين بعد إنطلاق الثورة السورية في آذار 2011 بعد خروجه منها وهو صغير أوائل الثمانيات في القرن العشرين، جاءت الزيارة بهدف ايصال رسالة للعالم أن النظام الأسدي فقد السيطرة على البلاد، وغنّى بين المتظاهرين لرفع معنويات بين الناس وبث الأمل.

## جوائز
حاصل على اجازة  بالسند المتصل إلى رسول الله  صلى الله عليه وسلم، حاز على جائزة أوسكار في مهرجان القاهرة الدولي لعام 2009-2010، ولقب «المتفائل» و «فنان الثورة السورية»، عين سفيراً للإنسانية في عدة مؤسسات خيرية عبر العالم.